# Ивонн
Ивонн (англ. Yvonne, род. 28 апреля 1968, Англия) — британская порноактриса, лауреатка премии XRCO Award.

## Биография
Родилась 28 апреля 1968 года в Англии. Дебютировала в порноиндустрии в 1992 году, в возрасте около 24 лет.
Снималась для таких студий, как Adam & Eve, Anabolic Video, Bizarre Video, Evil Angel, Exquisite, Elegant Angel, Vivid Entertainment и других.
В 1994 году получила XRCO Award в номинации «лучшая сцена анального секса или двойного проникновения» за роль в Butt Banged Bicycle Babes совместно с Ким Чемберс, Джоном Стальяно и Марком Дэвисом. В 1995 году выиграла XRCO Award в категории «лучшая групповая сцена» с ролью в New Wave Hookers 4 совместно с Марком Уаллисом, T. T. Boy, Мэрилин Мартин, Ником Истом, Тони Тедески, Марком Дэвисом, Чейси Лэйн и Мисти Рейн.

## Награды и номинации
| Год  | Награда    | Категория                                              | Работа                    | Результат |
| ---- | ---------- | ------------------------------------------------------ | ------------------------- | --------- |
| 1994 | XRCO Award | Лучшая анальная сцена или сцена двойного проникновения | Butt Banged Bicycle Babes | Победа    |
| 1995 | XRCO Award | Лучшая групповая сцена                                 | New Wave Hookers 4        | Победа    |

## Избранная фильмография
- Butt Banged Bicycle Babes